# Gangapur City
Gangapur City é uma cidade e um município no distrito de Sawai Madhopur, no estado indiano de Rajastão.

## Demografia
Segundo o censo de 2001, Gangapur City tinha uma população de 96,794 habitantes. Os indivíduos do sexo masculino constituem 53% da população e os do sexo feminino 47%. Gangapur City tem uma taxa de literacia de 61%, superior à média nacional de 59.5%: a literacia no sexo masculino é de 72% e no sexo feminino é de 48%. Em Gangapur City, 17% da população está abaixo dos 6 anos de idade.